# De Serra Bas
De Serra Bas je obitelj nastala spajanjem dviju obitelji: obitelji de Serra i obitelji Bas. Ove dvije genovsko-aragonske su se preko brakovo spojile sa sardinijskom casatom Lacon Gunale (na čijem je amblemu, na plavom polju, jedan toranj s kruništem koji je na štitu Torresa), za vladati poslije Judikatom Arborejom, najduže živom autohtonom sardinijskom državicom, od 1116. do 1420. Nosili su naslove sudaca Arboreje, grofova (conte) Goceana i Marmille i vikonta Basa. Prava na judikat prodali su kralju Aragonije, što je bio kraj dinastije. Obitelj ima nekoliko potomačkih grana.